# Залізниця Лозанна — Берше
Залізниця Лозанна — Берше (фр. Ligne Lausanne – Bercher) — вузькоколійна залізниця, що сполучає місто Лозанну з передмістями Ешалан і Берше в межах кантону Во, Швейцарія. Відкрита в 1873 році. Довжина лінії — 23,6 км, має 12 зупинок і 9 станцій, в тому числі Лозанна-Флон у центрі Лозанни. Власник і експлуатант — залізнична компанія Lausanne-Échallens-Bercher (штаб-квартира в Ешалані).
Будівництво залізниці приватною компанією між Лозанною і Ешаланом відбувалося в 1872—1874 роках. Кінцевою станцією в Лозанні до 1991 року була станція Шодрон (нині — Лозанна-Флон). Ділянка Ешалан — Берше будувалася в 1888—1889 роках. Колії електрифіковані в 1935 році.
На всій протяжності залізниці, за винятком перегону між станціями Лозанна-Флон і Лозанна-Шодрон, залізниця одноколійна. Потяги роз'їжджаються на станціях. У межах Лозанни на проспекті Ешалан рейки проходять по асфальтованій проїжджій частині вулиці, як у трамвая. Напруга в контактній мережі — 1500 В. Найбільша висота становить 652 м над рівнем моря. З кінцевої станції Лозанна-Флон кілометровий відлік починається з негативною позначки -0,8 км (для збереження сформованої системи нумерації лінії).